# 袪濕茶
袪濕茶，是廣東的一種飲品，一般由中藥食材煲制而成，主要功效為袪除體內濕氣，達到保健作用。
廣東地區一般濕氣較高，容易令身體出現濕困癥狀，如：
- 肢體浮腫
- 易睏嗜睡
- 大便稀爛

材料一般有：
- 薏米
- 粟米鬚
- 雲苓
- 白朮
- 扁豆

坊間涼茶店有現成的，亦可自行煲制，一般煲45分鐘左右。